# Paradigma del grupo mínimo
El paradigma de grupo mínimo es una metodología utilizada en la psicología social. A pesar de poder ser utilizado para diferentes objetivos, es más conocido como un método de investigación de las condiciones mínimas requeridas para la ocurrencia de discriminación entre grupos. Experimentos que han usado este acercamiento revelan que incluso distinciones arbitrarias y virtualmente sin sentido entre los grupos, como son preferencias por ciertas pinturas o el color de la ropa, pueden desencadenar la tendencia del sesgo endogrupal a expensas de los otros.

## Metodología
Aunque existen algunas variaciones, el estudio tradicional del grupo mínimo consiste en dos fases. En la primera fase, los participantes son divididos en dos grupos de manera aleatoria y anónima (Ej., “Grupo A” y “Grupo B”), ostensiblemente sobre la base de criterios triviales (Ej., preferencia por pinturas o el lanzamiento de una moneda). Algunas veces, estos participantes se desconocen entre sí. En la segunda fase, los participantes se involucran en una tarea de distribución de recursos sin relación aparente. Durante esta tarea, distribuyen un recurso valioso (Ej., dinero o puntos) entre los otros participantes que se encuentran identificados por un código numérico y un grupo de pertenencia (Ej., “el participante número 34 del Grupo A”). Al finalizar la tarea, se le dice a los participantes que recibirán la cantidad total del recurso que ha sido asignado a ellos por los otros participantes.
El objetivo principal de estos procedimientos, en el paradigma del grupo mínimo, es excluir las influencias “objetivas” de la situación. En el contexto del favoritismo del endogrupo, el anonimato de las identidades personales de los participantes excluye la influencia de favoritismo interpersonal. La omisión del “yo” como un beneficiario en la tarea de la distribución de recursos descarta la influencia de un auto-favoritismo. La ausencia de cualquier vínculo entre la ganancia total “en grupo” y la ganancia individual excluye la influencia de una competencia real. Finalmente, la omisión de estatus jerárquicos intergrupales, aunado a la trivialidad y el contenido social mínimo de los grupos, excluye la influencia de discriminación consensual o normativa.
Experimentos del paradigma del grupo mínimo tienden a encontrar, que a pesar de la muestra de cierto grado de imparcialidad en la distribución (asignación) de recursos por parte de los participantes, también se muestra una tendencia significativa de asignar más dinero o puntos a miembros del mismo grupo (intergrupal) que a miembros de grupos externos.

## Desarrollo
Originalmente Henri Tajfel y sus colegas desarrollaron el paradigma del grupo mínimo a principios de 1970 como parte de su intento por entender las bases psicológicas del comportamiento intergrupal discriminatorio. La intención de Tajfel era la de crear grupos con la menor relevancia posible y posteriormente otorgarle importancia para descubrir hasta que punto la discriminación podría ocurrir. Sorprendentemente el descubrimiento fue que respuestas de favoritismo intergrupal ocurrían, aun cuando la persona no está involucrada real o incluso imaginariamente en un conflicto de intereses y no tiene antecedentes de actitudes de hostilidad intergrupal (condiciones grupales mínimas). A pesar de que Tajfel y sus colegas explicaron la discriminación grupal mínima en términos de una norma genérica para la competencia social que existe entre las sociedades, esta explicación fue posteriormente considerada como “poco interesante” además de no ofrecer una explicación real o poder predictivo. En lugar de eso, Tajfel desarrolló la explicación motivacional de la Teoría de la Identidad Social. En la Teoría de la Identidad Social, se piensa que las personas en el paradigma del grupo mínimo tienden a premiar con más puntos a su propio grupo que a grupos externos; debido a que en esas circunstancias el favoritismo intergrupal es la única forma de alcanzar distinción positiva.

## Otros usos
Recientemente investigadores han aplicado la metodología del grupo mínimo para investigar el prejuicio en contra de inmigrantes Archivado el 24 de diciembre de 2014 en Wayback Machine.. Éstos investigadores crearon dos grupos hipotéticos, 'Grupo A' y 'Grupo B'. La asignación al grupo fue aleatoria. Todos los miembros de los grupos fueron personas hipotéticas y por ende no presentaban diferencias distinguibles. Posteriormente los investigadores escogieron algunos miembros de cada grupo aleatoriamente para abandonar su grupo original y unirse al grupo contrario; estos miembros fueron referidos como inmigrantes. Después, los participantes calificaron a cada miembro del grupo en una escala Likert de siete puntos para favorabilidad. Los inmigrantes fueron calificados como menos favorables que los no-inmigrantes. Se piensa que esto se debe en parte a la exclusión de inmigrantes de su grupo original. Otro factor que contribuyó fue la fluidez de pensamiento, donde los inmigrantes fueron prejuiciados en contra, a causa del aumento de la carga cognitiva al momento de categorizarlos.
De igual manera, el paradigma del grupo mínimo ha sido utilizado para investigar el efecto de la homogeneidad fuera del grupo. En un estudio, los participantes fueron divididos en dos grupos mínimos. A cada grupo se le dio dos rasgos positivos y dos rasgos negativos. Los participantes calificaron a su propio grupo además de estimar las calificaciones para el otro grupo. Estos también estimaron las calificaciones mínimas y máximas para los rasgos de cada grupo. Es así, que los participantes calificaron a su propio grupo de manera elevada en los rasgos positivos y de manera inferior para los rasgos negativos.Estos descubrimientos también muestran que los evaluadores percibían una mayor variabilidad entre los rasgos negativos de su propio grupo así como en los rasgos positivos del grupo externo. Estas calificaciones mostraron que los participantes observaban a su propio grupo de manera más positiva y más diverso que el grupo externo.